# 모리야마 시게노리
모리야마 시게노리(일본어: 森山 茂徳, 1949년~)는 일본의 정치학자이다. 니가타 대학, 돗쿄 대학, 도쿄 도립대학에서 교편을 잡았으며 현재 도쿄 도립대학 명예교수이다. 주요 연구 분야는 동아시아 비교정치학이다.

## 저서
- 《근대 일한 관계사 연구 - 조선 식민지화와 국제 관계》(近代日韓関係史研究 - 朝鮮植民地化と国際関係, 1987)
- 《한일병합》(日韓併合, 1992)
- 《한국현대정치》(韓国現代政治, 1998)